# Демидов, Сергей Сергеевич
Серге́й Серге́евич Деми́дов (род. 30 декабря 1942 года, Москва) — советский и российский учёный в области математики и истории науки. Зав. кабинетом истории математики и механики механико-математического факультета МГУ (с 2004 года). Зав. сектором истории математики (1987—2010), зав. Отделом истории физико-математических наук Института истории естествознания и техники РАН (с 2010 года). Главный редактор «Историко-математических исследований». Руководитель секции математики Дома учёных РАН.

## Биография
Родился в семье инженера-авиатора С. А. Демидова (1909—1999). Окончил механико-математический факультет МГУ имени М. В. Ломоносова (1964). Ученик С. Н. Кружкова.
В 1968 году защитил диссертацию «Некоторые вопросы истории математических проблем Д. Гильберта», на соискание учёной степени кандидата физико-математических наук. С 1972 года работает в Институте истории естествознания и техники (ИИЕТ).
В 1990 году в Институте математики (Киев) защитил диссертацию «Развитие теории обыкновенных дифференциальных уравнений от эпохи О. Коши до начала XX в» на соискание учёной степени доктора физико-математических наук.
Научные интересы: история математики (математического анализа, теории обыкновенных дифференциальных уравнений и уравнений с частными производными), история аксиоматического метода, философские аспекты развития математики, история математики в России и в СССР.

## Научные общества и Академии
- Член Московского математического общества;
- действительный член Международной Академии истории науки, в 1997—2005 годах — вице-президент, с 2017 — Президент Международной Академии истории науки;
- член Американского математического общества;
- член Общества истории науки США;
- член Общества историков математики Великобритании.

## Награды и премии
Премия для молодых учёных по истории науки (1968)